# Saint-Gengoux-de-Scissé
Saint-Gengoux-de-Scissé è un comune francese di 607 abitanti situato nel dipartimento della Saona e Loira nella regione della Borgogna-Franca Contea.

## Società

### Evoluzione demografica
Abitanti censiti